# Кременецький госпітальний округ

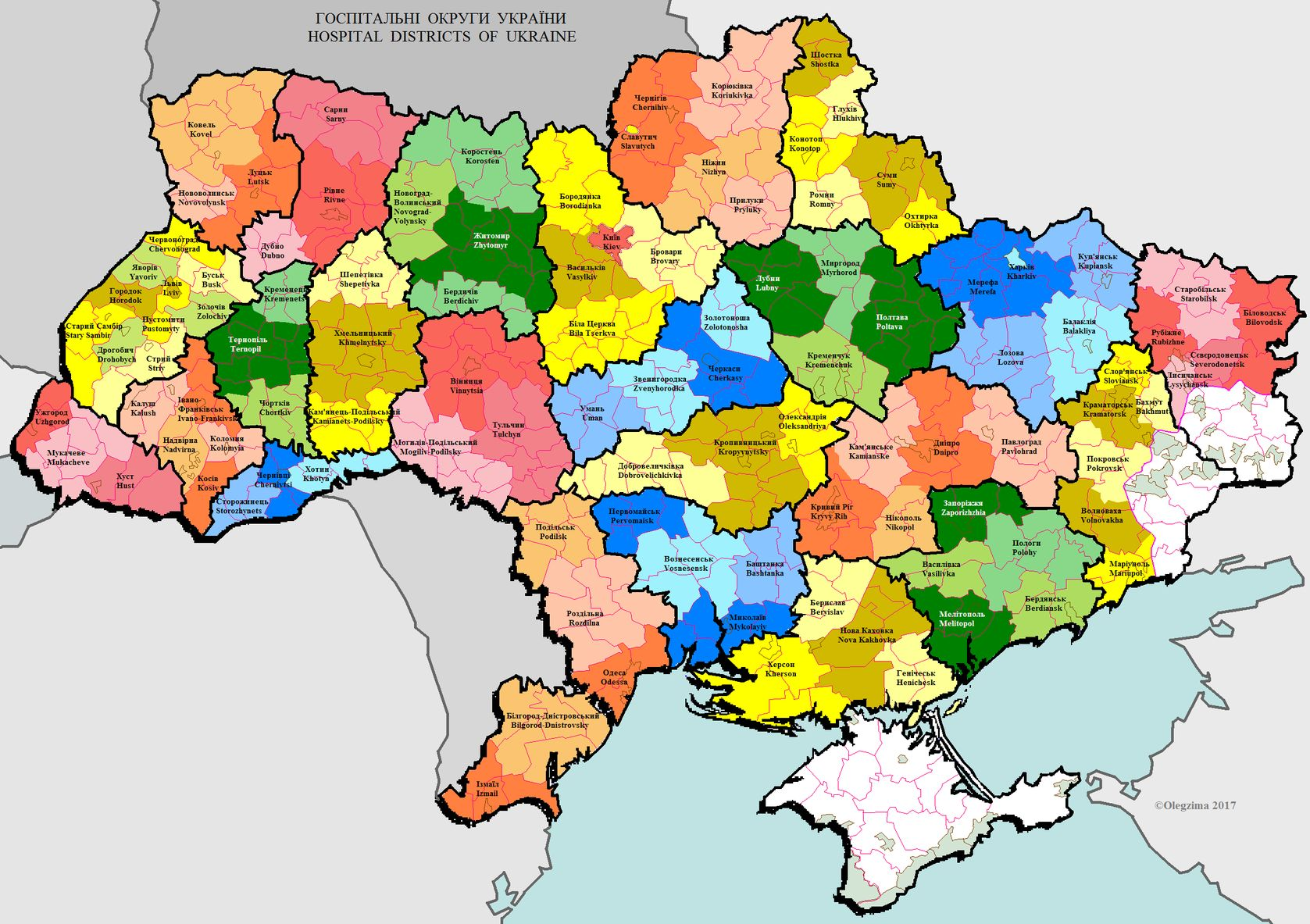
Госпітальні округи України

Кременецький госпітальний округ — госпітальний округ у Тернопільській області.
Заклади охорони здоров'я, розміщені на території:
- м. Кременця
- Кременецького району
- Лановецького району
- Шумського району
- Зборівського району (Залозецька селищна територіальна громада, Гає-Розтоцька, Городищенська, Загір'янська, Кобзарівська, Мильнівська, Мшанецька, Панасівська, Ренівська сільські ради)
- Збаразького району (Вишнівецька селищна територіальна громада, Бутинська, Старовишнівецька, Великовікнинська, Великокунинецька, Дзвинячанська, Залісецька, Коханівська, Лозівська, Раковецька сільські ради)